# Mictochroa pallidula
Mictochroa pallidula är en fjärilsart som beskrevs av Jones 1921. Mictochroa pallidula ingår i släktet Mictochroa och familjen nattflyn. Inga underarter finns listade i Catalogue of Life.